# Социалистическо движение в България
Социализъм в България пренасочва насам.  За политическия режим вижте Народна република България.
Социалистическото движение в България е политическо движение, следващо идеологията на социализма, появило се в България в края на XIX век и съществуващо до наши дни.

## Предтоталитарен период
Социализмът прониква в България в първите години след Освобождението, разпространяван от отделни теоретици, повлияни от европейски автори, като Пиер-Жозеф Прудон, Фердинанд Ласал, Луи Блан, Михаил Бакунин, Пьотър Лавров и Карл Маркс. Към края на XIX век е създадена националната Българска работническа социалдемократическа партия, а марксизмът се налага като доминираща идеология сред социалистите. През 1894 година партията печели 2 депутатски места, през 1896 година – 2, през 1899 година – 6, през 1901 година – 1 и през 1902 година – 8.
В първите десетилетия на съществуването си българското социалистическо движение се сблъсква с проблема за трудната приложимост на марксисткия социализъм към немодернизираната обществена структура в страната, като различният подход към него става причина за разделянето му на две течения. Тесните социалисти, начело с Димитър Благоев, се придържат плътно към марксистката идеология, отнасят се пренебрежително към либералната демокрация и виждат в бързото развитие на промишлен капитализъм необходимо условие за формиране на работническа класа и преминаване към социализъм. Широките социалисти, водени от Янко Сакъзов, имат по-прагматичен подход – смятат, че до появата на работническа класа социалистите трябва да се стремят към влияние и сред други обществени групи, като се застъпват за демокрацията и си сътрудничат с други продемократични партии.
Двете крила в партията официално се разделят през 1903 година образувайки две отделни партии – Българска работническа социалдемократическа партия (тесни социалисти) и Българска работническа социалдемократическа партия (широки социалисти). През 1905 година група тесни социалисти, водени от Никола Сакаров и Георги Бакалов, се отделят от партията, недоволни от нейната централизация, и образуват Социалдемократически съюз „Пролетарий“, който през 1909 година се влива в партията на широките социалисти. Няколкото последователни опита на Втория интернационал да преодолее разрива между двете групи остават безуспешни.
След разцеплението на партията социалистите дълго време остават без парламентарно представителство. След предизборно споразумение с Българския земеделски народен съюз, през 1911 година широките социалисти получават 5 депутатски места, увеличени до 6 при частични избори през следващата година. През 1913 година те печелят 19, а през 1914 година – 10 мандата. Тесните социалисти получават 18 мандата през 1913 година и 11 мандата през 1914 година. В края на Първата световна война широки социалисти участват в широките коалиции на Александър Малинов и Теодор Теодоров през 1918 – 1919 година.